# Giralang
Giralang az ausztrál főváros, Canberra egyik elővárosa Belconnen kerületben.  A 2006-os népszámlálás alapján 3304 fő lakik itt. Giralang városát az Új-Dél-Wales közepén élő Wiradhuri bennszülött törzs egy szava után nevezték el, melynek jelentése: csillag. A várost 1974. január 15-én alapították.
A városka utcáit ausztrál őslakos szavakról, csillagászokról és a déli félgömbről látható csillagképekről nevezték el.  A település utcái megtekinthetők a Google Utcakép (Street View) szolgáltatással.
Giralang egy általános iskolával rendelkezik, amely a Giralang Primary School. A települést a Baldwin Drive, a William Slim Drive és a Barton főútvonal határolja.
A Giralang Primary School már 2006-ban egyszer bezárta kapuit, ám nem sokkal később újra kinyitott.

## Fordítás
- Ez a szócikk részben vagy egészben  a   Giralang, Australian Capital Territory című angol Wikipédia-szócikk ezen változatának fordításán alapul.  Az eredeti cikk szerkesztőit annak laptörténete sorolja fel. Ez a jelzés csupán a megfogalmazás eredetét és a szerzői jogokat jelzi, nem szolgál a cikkben szereplő információk forrásmegjelöléseként.